# Let There Be Rock: The Movie – Live in Paris
Let There Be Rock: The Movie – Live in Paris ist ein Doppel-Livealbum der australischen Hard-Rock-Band AC/DC, das in der Bonfire-Box als Disc 2 (Part One) und Disc 3 (Part Two) veröffentlicht wurde.

## Hintergrund
Das Konzert, das auf den Aufnahmen zu hören ist, wurde als Teil der Highway to Hell-Welttournee am 9. Dezember 1979 im Pavillon de Paris in Paris eingespielt. Ein Videomitschnitt wurde unter dem Titel AC/DC: Let There Be Rock als Musikfilm in Kinos veröffentlicht und im Jahr 1980 auf Video-Kassette auf den Markt gebracht. Am 10. Juni 2011 wurde der Film auf DVD und Blu-ray neuaufgelegt. Zunächst sollte die Neuauflage des Films Anfang 2011 erscheinen, das Veröffentlichungsdatum wurde später auf den Juni 2011 verlegt.
Das Album beinhaltet sowohl Stücke aus dem gleichnamigen Album Let There Be Rock, als auch von den Alben High Voltage, T.N.T. (nur in Australien erschienen), Powerage und Highway to Hell.

## Titelliste
Part One (Disc 1)
1. Live Wire (Angus Young, Malcolm Young, Bon Scott) – 8:04
2. Shot Down in Flames (Angus Young, Malcolm Young, Bon Scott) – 3:39
3. Hell Ain’t a Bad Place to Be (Angus Young, Malcolm Young, Bon Scott) – 4:31
4. Sin City (Angus Young, Malcolm Young, Bon Scott) – 5:25
5. Walk All Over You (Angus Young, Malcolm Young, Bon Scott) – 5:06
6. Bad Boy Boogie (Angus Young, Malcolm Young, Bon Scott) – 13:20

Part Two (Disc 2)
1. The Jack (Angus Young, Malcolm Young, Bon Scott) – 6:05
2. Highway to Hell (Angus Young, Malcolm Young, Bon Scott) – 3:30
3. Girls Got Rhythm (Angus Young, Malcolm Young, Bon Scott) – 3:20
4. High Voltage (Angus Young, Malcolm Young, Bon Scott) – 6:32
5. Whole Lotta Rosie (Angus Young, Malcolm Young, Bon Scott) – 4:55
6. Rocker (Angus Young, Malcolm Young, Bon Scott) – 10:45
7. T.N.T. (Angus Young, Malcolm Young, Bon Scott) – 4:13
8. Let There Be Rock (Angus Young, Malcolm Young, Bon Scott) – 7:34